# Сръбска колонизация във Вардарска Македония
Сръбската колонизация в Македония е целенасочена политика на Кралството на сърби, хървати и словенци, от 1929 г. Кралство Югославия, за променяне на етническия състав на населението в окупираната през 1913 година Вардарска Македония чрез намаляване на относителната тежест на българския елемент. Това заселване, пише в 1922 година Едмон Бушие дьо Бел, „съчетано с прогонването на непоправимите български елементи, трябваше да доведе до бърза сърбизация на областта“.

## История

### Законова рамка
Още след Междусъюзническата война в 1913 година сръбското правителство подготвя система от мерки за денационализиране на българите и власите в новозавоюваната Вардарска Македония. За да спечели мюсюлманския елемент – албанците и турците, на своя страна, имотите и привилегиите на беговете и ходжите са запазени. На 20 февруари 1914 г. сръбското правителство приема наредба за заселване в новите области на кралството. Наредбата предвижда отпускане на безплатен превоз на семействата, покъщнината, безплатно осигуряване на материал за строеж на къщи и освобождаване от всички държавни, окръжни, срезки и общински данъци за първите 3 години и други.
Прилагането на тези мерки е възпрепятствано от Първата световна война (1914 – 1918), но след войната те отново излизат на дневен ред. Чифлиците във Вардарска Македония са намалени четирикратно, но от продажбата на чифлишките имоти се възползват сръбските управляващи кръгове, градските лихвари и по-заможните селяни. Министър-председателят Никола Пашич се сдобива с имоти в Косово и Македония, а Милан Стоядинович спекулира със земя в Македония.
На 6 януари 1919 година в манифеста на регента Александър Караджорджевич към народите от Сърбо-хърватско-словенското кралство се обещава „премахване на крепостничеството и големите поземлени владения“. Земята ще се раздели между бедните селяни, но при „обезщетяване на дотогавашните нейни собственици“. На 25 февруари 1919 г. правителството приема проект, публикуван след два дни под името Предходни наредби за подготовка на аграрната реформа. За Македония обаче Предходните наредби предвиждат обявяване на чифлигарите за собственици на чифлишките земи и колонизация със сърби, като разпоредбите са в духа на Наредбата от 1914 г. Веднага след излизането на Преходните наредби колонизацията започва, а на 24 септември 1920 година излиза и Наредба за заселването на новите южни краища, с която като обект на колонизация се определят свободните държавни, общински и селски земи, които надвишават нуждите на селото, имотите на отметниците – тоест емигриралите и членовете на антидържавните въоръжени групировки. Колонизатори са на първо място чифлигарите, а след това безземлените и малоимотните селяни, като предимство се дава на инвалидитге, вдовиците и сираците от войната, войниците и доброволците. Още по-привилегировани са четниците, участници в Сръбската пропаганда в Македония, като с решение на правителството от 1921 година те получават по 20 хектара земя на човек. Преходните наредби предвиждат да се зават на заселническите семейства в селските райони най-малко по 5, а в градските най-малко по 2 хектара земя. На всеки оженил се член се дават още 4, а на неоженените от 16 до 21 година – още 3 хектара.
Законът за подготовката на аграрната реформа от 1920 г. и Законът за колонизацията от 1922 година открито свързват аграрната реформа с колонизацията, като се опитват да спрат даването на беговата земя на селяните и запазването ѝ за колонисти. На 5 декември 1931 година излиза специален Закон за уреждане на аграрните отношения в Южна Сърбия и Черна гора, изменен и допълнен на 24 юни 1933 г.

### Колонизация
Според статистически данни до края на 1925 година във Вардарска Македония са раздадени 71 045 хектара земя, от които 11 300 на местни жители, а останалото (4/5) на колонисти. Земята става собственост на местните жители чак след 10 години, докато за тази на колонистите държавата плаща рента на бившите собственици. Според статистически данни от 1928 година в Южна Сърбия (Косово и Македония) е определена за колонизация общо 225 327 хектара земя, но фактически са раздадени едва 111 602 (включително 3000 на Пашич в Муратова Тулбета) хектара, а с останалото злоупотребяват местните власти. Раздадената земя е в 173 колонии и 419 по-малки поселения.
До 1929 г. във Вардарска Македония са заселени 6377 колонистки семейства. Географското разпределение на колониите и заселищата има за цел образуване на сръбска етническа ивица между България и Вардарска Македония. Така в Скопски срез има 10 колонии и 12 заселища, в Гевгелийски – 6 колонии и 5 заселища, в Прилепски – 10 колонии и 5 заселища, в Овчеполски – 4 колонии и 3 заселища, а в Кавадарски, Кочански, Битолски и Охридски срез има само по една-две колонии и по няколко заселища. Колониите се създават предимно до 1925 г., а след това властите се ориентират към заздравяването им.

## Съпротива
Колонизацията във Вардарска Македония има най-малък успех в сравнение с тази в другите области на страната – Косово, Войводина, поради ожесточената съпротива от местното население и Вътрешната македонска революционна организация.

## Последици
През 1944 година председателят на Президиума на Антифашисткото събрание за народно освобождение на Македония Методи Андонов Ченто забранява на сръбските колонисти да се връщат в Македония - с изключение на тези, имащи сключен брак с местен славянски жител. Когато след налагането на шовинистичния режим на Слободан Милошевич през май 1989 година Народната скупщина на Социалистическа република Сърбия иска от югославската скупщина връщане на правата на всички колонисти в Косово и Македония, това предизвиква общонационално възмущение на цялата несръбска общественост на Социалистическа република Македония. Опитът за ревизия на закона е осъден единодушно от правителство и Събранието на СРМ и отхвърлен от Конституционния съд като хегемонистичен. Това става причина официалните медии и историци в републиката да започнат да пишат подробно за насилствената сърбизация на Вардарска Македония в междувоенна Югославия, последните години на Кралство Сърбия и дори за корените на корените на тази политика след Сръбско-българската война от 1885 година, като понякога са публикувани и източници, признаващи българския произход на местното славянско население на областта, и се превръща в една от причините, довели Македония до отделяне от федерацията през 1991 година.